# Sog

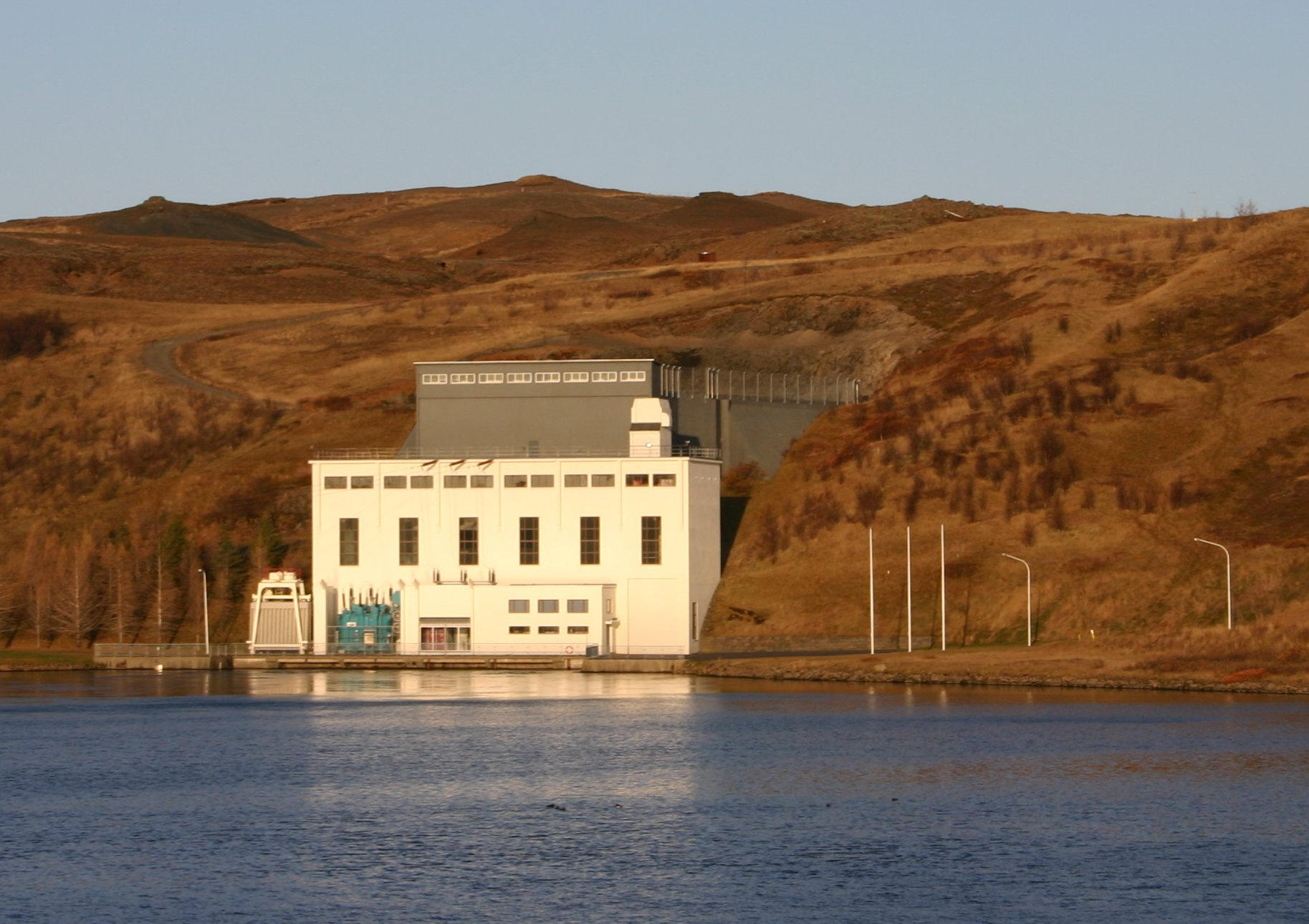
La central hidroeléctrica
de Steingrímsstöð sobre el Sog.

El Sog es un río del suroeste de Islandia. Tiene un flujo de 110 metros cúbicos por segundo. Se encuentra en el occidente de la región de Suðurland, a 65 kilómetros de Reikiavik.

## Recorrido
Nece en el Þingvallavatn y recorre 21,9 kilómetros antes de unirse con el Hvítá para formar el Ölfusá, que tras otros 25 kilómetros desemboca en el Océano Atlántico.
En su recorrido hay tres centrales hidroélectricas: Ljósafossstöð (15 MW), Írafossstöð (48 MW) y Steingrímsstöð (27 MW). Forma dos lagos, el Úlfljótsvatn y el Álftavatn.
Es a su vez conocido por los salmones que se pueden pescar en sus aguas.